# Paraguay az olimpiai játékokon

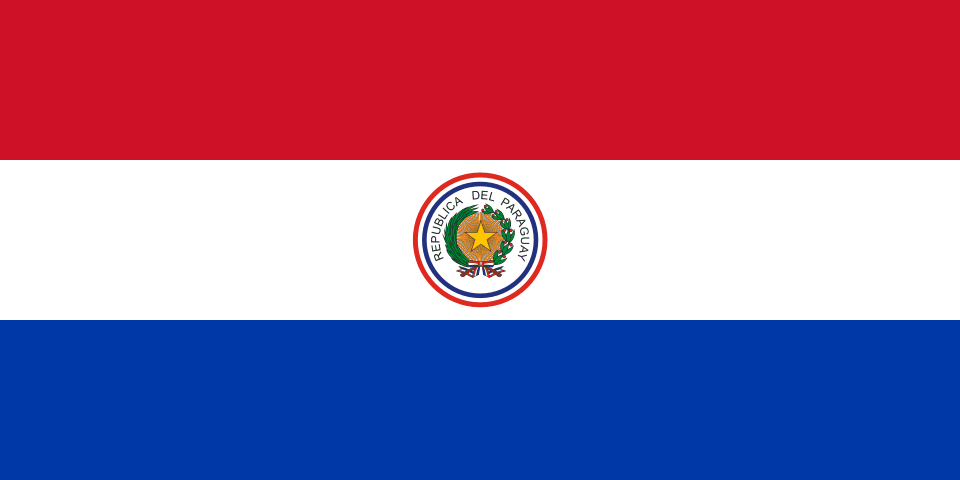
1968-1984

1988

Paraguay első alkalommal 1968-ban vett részt az olimpiai játékokon, és azóta is minden nyári játékokra küldött sportolókat, kivéve mikor csatlakozott az Amerikai Egyesült Államok vezette 1980-as játékok bojkottjához. A téli olimpiai játékokon először 2014-ben vett részt, ahol egy sportolója indult.
Paraguay eddig egy olimpiai érmet nyert, egy ezüstöt 2004-ben, Athénban, mikor 1–0 arányban kapott ki Argentínától a labdarúgás döntőjében.
A Paraguayi Olimpiai Bizottság 1970-ben alakult meg, a NOB még abban az évben felvette tagjai közé.

## Érmesek
| Érem  | Név                | Olimpia     | Sport      | Versenyszám |
| ----- | ------------------ | ----------- | ---------- | ----------- |
| Ezüst | Nemzeti válogatott | 2004, Athén | Labdarúgás | Férfi       |

## Éremtáblázatok

### Érmek a nyári olimpiai játékokon
| Olimpia              | Arany          | Ezüst          | Bronz          | Összesen       |
| 1968, Mexikóváros    | 0              | 0              | 0              | 0              |
| 1972, München        | 0              | 0              | 0              | 0              |
| 1976, Montréal       | 0              | 0              | 0              | 0              |
| 1980, Moszkva        | nem vett részt | nem vett részt | nem vett részt | nem vett részt |
| 1984, Los Angeles    | 0              | 0              | 0              | 0              |
| 1988, Szöul          | 0              | 0              | 0              | 0              |
| 1992, Barcelona      | 0              | 0              | 0              | 0              |
| 1996, Atlanta        | 0              | 0              | 0              | 0              |
| 2000, Sydney         | 0              | 0              | 0              | 0              |
| 2004, Athén          | 0              | 1              | 0              | 1              |
| 2008, Peking         | 0              | 0              | 0              | 0              |
| 2012, London         | 0              | 0              | 0              | 0              |
| 2016, Rio de Janeiro | 0              | 0              | 0              | 0              |
| 2020, Tokió          | 0              | 0              | 0              | 0              |
| 2024, Párizs         | 0              | 0              | 0              | 0              |
| Összesen             | 0              | 1              | 0              | 1              |

## Érmek sportáganként

### Érmek a nyári olimpiai játékokon sportáganként
| Paraguay érmei a nyári olimpiai játékokon sportáganként | Paraguay érmei a nyári olimpiai játékokon sportáganként | Paraguay érmei a nyári olimpiai játékokon sportáganként | Paraguay érmei a nyári olimpiai játékokon sportáganként | Az olimpiai zászlaja |

| Sportág    | Arany | Ezüst | Bronz | Összesen |
| ---------- | ----- | ----- | ----- | -------- |
| Labdarúgás | 0     | 1     | 0     | 1        |
| Összesen   | 0     | 1     | 0     | 1        |